# Calceolaria inaudita
Calceolaria inaudita är en toffelblomsväxtart som beskrevs av Kränzl.. Calceolaria inaudita ingår i släktet toffelblommor, och familjen toffelblomsväxter. Inga underarter finns listade i Catalogue of Life.